# Yan Pei-Ming
Dans ce nom chinois, le nom de famille, Yan, précède le nom personnel.
Pour les articles homonymes, voir Ming et Pei.
Yan Pei-Ming (chinois simplifié : 严培明 ; pinyin : yán péimíng) est un artiste peintre français d'origine chinoise, né le 1er décembre 1960 à Shanghai (Chine). Depuis 1980, il vit en France, à Dijon, et travaille entre Dijon et Paris.

## Biographie
Né dans une famille ouvrière, Yan Pei-Ming grandit dans l'ambiance de la fin de la révolution culturelle, dans un temple bouddhiste reconverti en commissariat de police en 1967. Ses talents artistiques sont repérés alors qu'il est encore très jeune et on lui demande de réaliser des peintures de propagande.
Il demande l'admission à la Shanghai Art & Design School , mais il est rejeté à cause de son bégaiement.
En 1980, il quitte Shanghai pour la France et étudie pendant cinq ans à l’École des Beaux-Arts de Dijon où il obtient son diplôme en 1986. Puis, entre 1988 et 1989, à l'Institut des Hautes études en Arts plastiques de Paris.
En 1993, il est pensionnaire à la Villa Médicis à Rome, où il met en place son projet Les 108 brigands.
Il travaille essentiellement dans son atelier de 2 500 m2 installé dans une ancienne usine d'Ivry-sur-Seine. Naturalisé français, Yan Pei-Ming est marié et père de trois enfants.
En 2023, il est convoqué devant le conseil des prud'hommes de Dijon pour licenciement abusif et travail dissimulé. Le 11 janvier 2024 le conseil des prud'hommes de Dijon condamne Yan Pei-Ming à verser la somme de 87.045,21 € à son ancien collaborateur, licencié en 2021.

## Œuvre
Yan Pei-Ming travaille sur de grands et très grands formats ; avec de grosses brosses, il crée des saturations de noir, de blanc, de gris, parfois de rouge. Il travaille surtout sur le survivant, la guerre et la mort.
Il peint des visages en gros plan et réalise des portraits-robots, des têtes de Mao, des portraits de son propre père, des Bruce Lee, des autoportraits, des anonymes, des crânes... Yan Pei-Ming est d'abord un portraitiste, qui s'intéresse à l'actualité : il a ainsi réalisé des portraits du financier escroc américain Bernard Madoff, du président des États-Unis Barack Obama, du sénateur américain John McCain (Fiac 2008), de l'ancien Premier Ministre Dominique de Villepin, de l'humoriste Coluche, et aussi de l'homme d'affaires, pharmacien et mécène castrais Pierre Fabre (2014).
Depuis l'année 2000, il pratique la sculpture et crée des têtes en résine taillées au couteau et peintes en rouge.
Depuis 2006, il travaille aussi à l'aquarelle.

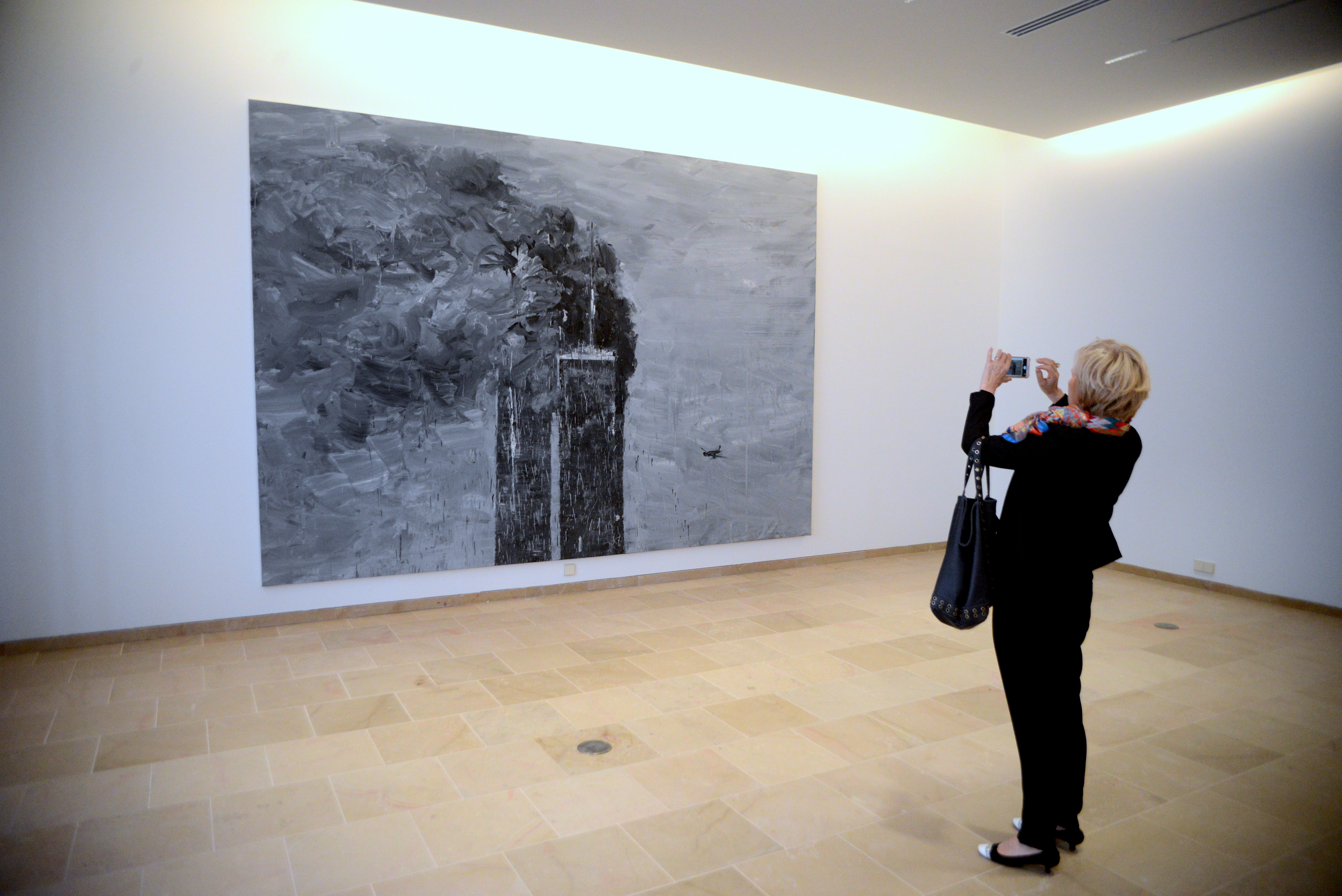
Un tableau de l'exposition L'Homme qui Pleure de Yan Pei-Ming, le 15 mai 2019 au Musée des Beaux-Arts de Dijon.

De 2009 à 2010, dans le cadre d'une commande publique, il a réalisé pour la Chalcographie du Louvre une gravure intitulée Autoportrait.
En 2019, il organise une exposition au musée Courbet à Ornans. Il rend hommage à Gustave Courbet en confrontant sa peinture et sa gestuelle libre et spontanée aux tableaux du maître du réalisme. Pour mieux s'immerger de son sujet, l'artiste logera dans l'ancien atelier de Courbet.
La même année, il est choisi pour présenter l'exposition L'Homme qui pleure à l'occasion de la réouverture après rénovation du musée des Beaux-Arts de Dijon.
En 2019 toujours, au musée d'Orsay, pour le deux centième anniversaire de la naissance de Courbet, Ming réalise Un enterrement à Shanghai en réponse à la toile Un enterrement à Ornans. Il y rend également hommage à sa mère décédée.

## Exposition
- 1987 : Anciens Bains Douches, Dijon, catalogue avec interview d'Éric Colliard

- 1989 : Exposition personnelle, « Une pièce par pièce », galerie Domi Nostrae[11], Lyon
- 1990 : Pièces d'artistes, avec Alain Dumenieu, Jean-Lucien Guillaume, Roberto Martinez, Numa Droz, Galerie Domi Nostrae, Lyon
- 1992 : « Ming, peintures »
- 1994 : « Œuvres sur papier »
- 1995 : « Peintures de paysages, paysage de la peinture » avec Philippe Cognée, Mitja Tusek, Ernst Kapatz
- 1996 : Paysage international, Le Consortium, Dijon, France
- 1999 : « La Galerie Domi Nostrae fête ses 10 ans », avec Françoise Quardon, Sigurdur Arni Sigurdsson, Ernst Kapatz, Christian Lhopital
- 2000 : l'arteppes-espace d'art contemporain, Annecy (10 mars/9 mai) www.larteppes.org
- 2003 : 
  - « Crânes » avec Nina Childress, Philippe Cognée, Christophe Bonacorsi, Jean-Luc Blanchet
  - Fils du Dragon, Portraits chinois, Musée des Beaux-Arts, Dijon
  - Fils du Dragon, Portraits de Mao, Musée des Beaux-Arts et d’Archéologie, Besançon
- 2005 : 
  - « Défigurations », avec Till Freiwald, Philippe Cognée, On Kawara, Pol Bury, Eric Nehr
  - « Hommage à mon père Dijon/Shanghai », première exposition dans sa ville natale
- 2007 : 
  - Fondation Maeght, à Saint-Paul-de-Vence
  - Expositions à Milan, en Corée du Sud, à New York
- 2008 : Fiac, aquarelles des deux candidats à l'élection présidentielle américaine
- 2009 : 
  - « Les Funérailles de Mona Lisa », Musée du Louvre, salle Denon (du 12 février au 18 mai 2009)[12]
  - Landscape of Childhood, Ullens Center for Contemporary Art, quartier 798, Pékin (du 19 juin au 13 septembre)
- 2010 : Les enfants de Montélimar, Château des Adhémar, centre d'art contemporain, Montélimar (du 13 au 28 février)
- 2014 : Exposition à la Fondation Van Gogh, Arles (du 20 septembre 2014 au 17 mai 2015).
- 2013  Portrait du Prince Charles
- 2016 : Exposition à la Villa Médicis, Rome, sur le thème de Rome
- 2016 : Ruines du temps réel, 1er juillet – 25 septembre 2016, Centre régional d'Art contemporain Languedoc-Roussillon, Sète[13]
- 2018 : Dating, Galerie Thaddaeus Ropac, Paris, Marais.
- 2019 : 
  - Yan Pei-Ming face à Courbet, Musée Courbet, Ornans
  - Yan Pei-Ming, L'homme qui pleure, Musée des Beaux-Arts, Dijon
- 2019-2020 : 
  - 1er octobre 2019 - 12 janvier 2020 : « Un enterrement à Shanghai », Musée d'Orsay, Paris, pour le centenaire de Un enterrement à Ornans, de Gustave Courbet, œuvre dans les collections du musée[14].
  - 12 octobre 2019 - 1er mars 2020 : « Yan Pei-Ming / Courbet, corps-à-corps », Petit Palais, Paris[15].
- 2021 :
  - 19 mai 2021 - 31 janvier 2022 : « Tigres & Vautours », Palais des Papes, Avignon[16].
  - 02 avril 2021 - 11 octobre 2021 : "Au nom du père", Musée Unterlinden, Colmar
- 2023 :
  - Pittore di storie, Palazzo Strozzi, Florence, Italie.
  - Portraits, Musée Francisco Carolinum, Linz, Autriche.
- 2025 :
  - Oltre il muro – Regina Cœli, Roma, Conciliazione 5 (espace d'art contemporain du Dicastère de la culture et de l'éducation du Vatican), Italie.
  - Yan Pei-Ming : A Burial in Shanghai, Museum of contemporary art San Diego, USA.

## Collections publiques
- Clermont-Ferrand :
  - Frac Auvergne :
    - L'homme le plus puissant (1996), huile sur toile, 340 × 400 cm[17].
    - Homme invisible (2000), huile sur toile, 180 × 200 cm[18].
- Dijon :
  - Musée des Beaux-Arts de Dijon :
    - Le petit livre rouge (1987), huile sur toile, 200 × 200 cm[19].
    - Le Meilleur Travailleur du Crous (1992), polyptyque de 10 peintures, 200 × 170 cm (chaque toile).
    - Autoportrait n° 3 (2000), huile sur toile.
    - Victime, Ingrid L. (2004), huile sur toile, 200 × 180 cm.
    - Le Rêve (2013), huile sur toile, 114 × 195 cm.
    - Fabian Stech, portrait d'un ami (2015), huile sur toile, 81 × 65 cm.
    - Pleurant XIV, Pleurant LVI et Pleurant XIII (2018), trois aquarelles sur papier, 152 x 101 cm (chaque).

  - Le Consortium :
    - Mao (1990), huile sur toile.

  - FRAC Bourgogne :
    - Sans titre (Portrait de Mao) (1989), diptyque, huile sur toile, 198 × 486 cm[20].
    - Tête (1991), huile sur toile, 200 × 200 cm[21].
- Paris :
  - MNAM, Centre Pompidou :
    - Survivants (2000), huile sur toile.
    - International Landscape by Night (2011), huile sur toile, 300 × 400 cm.
- Toulouse :
  - Portrait de Mao (2003), huile sur toile, 250 × 250 cm, Les Abattoirs.

## Distinctions
- Chevalier de la Légion d'honneur en 2008[22]. Décoration remise par l'homme d'affaires et collectionneur d'art moderne et contemporain François Pinault le 24 février 2009[23].
- Officier de l'ordre des Arts et des Lettres en 2014[24].
- Citoyen d'honneur de la ville de Dijon[25].

### Ouvrages
- 2006 : Yan Pei-Ming, Exécution, Dijon, Les presses du réel
- 2007 : Fabian Stech, J'ai parlé avec Lavier, Annette  Messager, Sylvie Fleury, Hirschhorn, Pierre Huyghe, Delvoye, D.G.-F. Hou Hanru, Sophie Calle, Ming, Sans et Bourriaud. Interviews. Dijon, Les presses du réel
- 2021 : Christian Besson, Éric de Chassey, Frédérique Goerig-Hergott, Yan Pei-Ming - Au nom du père, Paris, Éditions Hazan
- 2023 : Arrêts sur peinture, Yan Pei-Ming entretien avec Donatien Grau, Manuella Editions

### Documentaires
- 2002 : Ming, artiste brigand, de Michel Quinejure
- 2019 : Yan Pei-Ming, coulisses d'une création et Yan Pei-Ming, de Ornans à Shanghai, de Michel Quinejure